# 浦上一番崩れ
浦上一番崩れ（うらかみいちばんくずれ）とは、現在の長崎市の浦上地区で江戸時代中期に起きた隠れキリシタン摘発偽証事件である。
長崎で江戸時代中期から4度にわたって発生したキリシタン摘発事件浦上崩れの1度目。
寛政2年（1790年）に浦上村の庄屋・高谷永左衛門が自分が信仰していた円福寺（廃仏毀釈後、山王神社となる）に88体の石仏を寄付することを決めて、村人に寄進を迫ったところ、多くの人々から拒絶された。これに激怒した庄屋が反対派の村人19名をキリシタンとして告発した。ところが、証拠不十分であった上、当の庄屋による不正事件が発覚したため、事態は複雑化した。最終的に寛政7年（1795年）になって村人は放免され、彼らが円福寺の本寺にあたる延命寺に詫びの一札を入れることで事態の収拾となった。
なお、永左衛門の子孫は明治維新後に没落し、その屋敷地は浦上四番崩れ（浦上教徒事件）で迫害の後に帰還を許された浦上のキリシタンたちによって買い取られて浦上天主堂の元となった。